# Bombylius texanus
Bombylius texanus är en tvåvingeart som beskrevs av Joseph Hannum Painter 1933. Bombylius texanus ingår i släktet Bombylius och familjen svävflugor. Inga underarter finns listade i Catalogue of Life.